# Smęcino

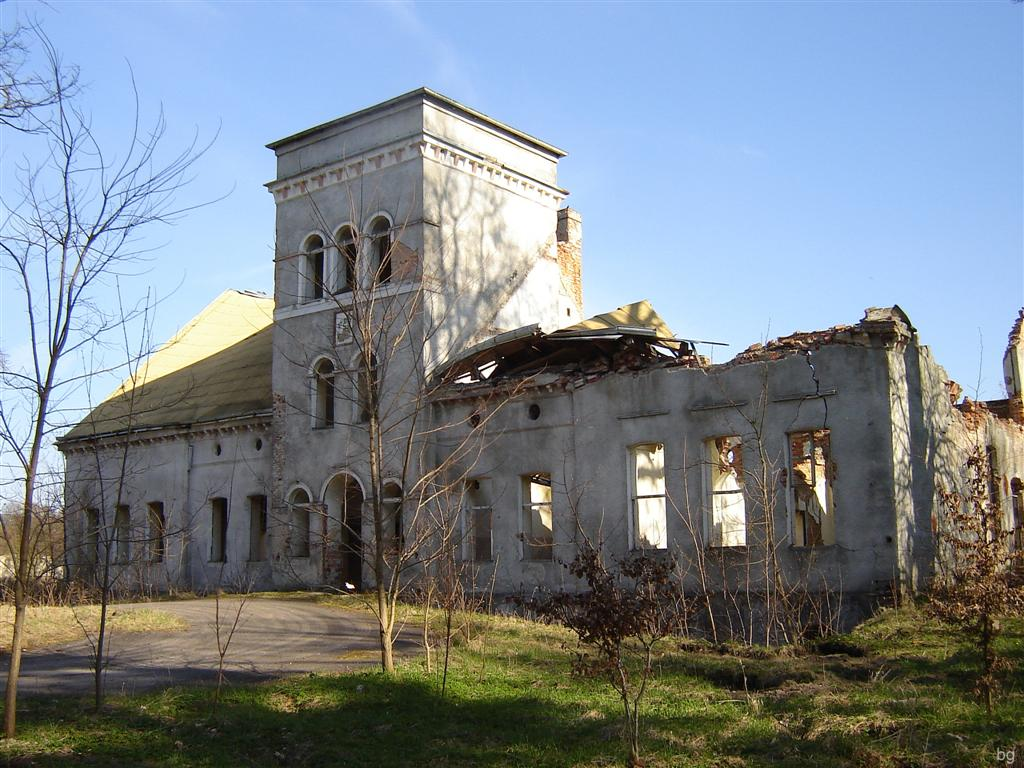
Slottsruinen i Smęcino

Smęcino (tyska Schmenzin) är en by i nordvästra Polen med 136 (2013) invånare. Orten ligger i kommunen Tychowo i distriktet Białogard i Västpommerns vojvodskap.